# Jean-François Escudier
Pour les articles homonymes, voir Escudier.
Jean-François Escudier, né le 16 décembre 1759 à Solliès-Toucas (Var), mort le 14 avril 1819 à Toulon, est un homme politique de la Révolution française.

## Biographie
Jean-François Escudier naît le 16 décembre 1759 à Solliès-Toucas. Il est le fils de Jean Escudier et de Cécile Ramel.

### Mandat à la Convention
En septembre 1792, Escudier, alors juge de paix à Toulon, est élu député du département du Var, le premier sur huit, à la Convention nationale.
Il siège sur les bancs de la Montagne. Lors du procès de Louis XVI, il vote la mort et rejette l'appel au peuple. Il est absent au dernier appel nominal sur le sursis à l'exécution. En avril 1793, il vote contre la mise en accusation de Jean-Paul Marat. En mai de la même année, il vote contre le rétablissement de la Commission des Douze. 
En août 1793, il rejoint aux côtés du député Gasparin les armées des Alpes et d'Italie. Il participe ainsi au siège de Toulon au sein de l'armée du général Carteaux et fait globalement preuve de modération au cours de sa mission. Cependant, alors que le général anglais Charles O'Hara fait pendre chaque jour des Toulonnais, Escudier le prévient qu'en cas de poursuite de ces exécutions, il agira de même avec les officiers anglais prisonniers. 
Lors de son retour à la Convention, il s'oppose avec François Granet aux démolitions d'édifices ordonnées par Louis Fréron à Toulon et Marseille, et obtient gain de cause. 
Après la chute de Robespierre, Escudier rejoint les rangs des « derniers Montagnards ». Lors de l'insurrection du 12 germinal an III (1er avril 1795), il signe la demande d'appel nominal. Il est décrété d'arrestation le 8 prairial (27 mai). Il bénéficie de l'amnistie décrétée lors de la séparation de la Convention. 

### Mise en retrait et exil
Jean-François Escudier se tient dès lors totalement à l'écart des affaires publiques, se contentent d'exercer la profession d'intendant de la santé à Toulon. Veuf de Marie-Anne Lemoine en 1807, il se marie en secondes noces, le 18 janvier 1809 à Toulon, avec Marguerite Agnès Pourquier. 
Son passé le rattrape cependant en 1815 avec la Restauration. La loi du 12 janvier 1816 le condamne à l'exil comme régicide ayant soutenu les Cent-Jours. Il tente de s'installer en Italie, mais en est vite chassé. Il doit alors trouver refuge au-delà de la Méditerranée, à Tunis. 
Une ordonnance royale de décembre 1818 lui permet finalement de rentrer en France. Il revient s'installer à Toulon, où il meurt peu après, le 14 avril 1819, à l'âge de 59 ans.